# Белоус, Сергей Тимофеевич
Серге́й Тимофе́евич Белоу́с (25 сентября 1970) — советский и российский футболист, полузащитник и защитник.

## Биография
Начал заниматься футболом знаменитых братьев Завьяловых в начале 80-х в создана СДЮСШОР-5 В составе команды 1970 года рождения стал вторым в СССР в Туле в турнире «Кожаный мяч».
Профессиональную карьеру начал в 1988 году в анапском «Спартаке», в составе которого провёл 14 матчей, после чего в июле перешёл в краснодарскую «Кубань», за которую в том сезоне сыграл 4 матча. В 1989 году пополнил ряды фарм-клуба ЦСКА «Чайка-ЦСКА», в составе которого сыграл 38 матчей и забил два гола. Следующий сезон начал уже в составе главной команды, пробыл в ней до июля, сыграв за это время два матча в Кубке федерации. В августе вернулся в «Кубань», где и доиграл сезон, проведя 8 матчей. В сезоне 1991 года провёл 27 матчей, в которых забил один гол, в первенстве и один матч сыграл в Кубке. В следующем году провёл за «Кубань» 28 матчей и забил один гол в первом чемпионате России, и ещё одну встречу провёл в первом розыгрыше Кубка России. Кроме того, в том году сыграл один матч и забил один гол в составе клуба «Нива» Славянск-на-Кубани. В сезоне 1993 года сыграл 24 матча, в которых забил три гола, в первенстве и один матч в Кубке, в следующем году провёл уже 30 матчей, в которых забил пять мячей, в первенстве и три матча в Кубке. В 1995 году сыграл в 34 матчах команды, в которых забил один гол, в первенстве, и ещё провёл 4 матча, в которых тоже забил 1 гол, в Кубке страны.
В своём последнем сезоне в «Кубани» играл за неё до июля, проведя за это время 14 матчей в первенстве и две встречи за выступавший в третьей лиге дублирующий состав клуба, после чего перешёл в майкопскую «Дружбу», где и доиграл сезон, проведя 15 матчей в первенстве. В 1998 году выступал в составе нижегородского клуба «Торпедо-Виктория», провёл 33 матча в первенстве и один матч в Кубке, стал вместе с командой победителем зоны «Поволжье» второго дивизиона. В январе 1999 года готовился в составе нижегородской команды к следующему сезону, однако главный тренер клуба Леонид Назаренко решил, что Белоус не готов заниматься в предложенном тренерским штабом режиме подготовки, что он жалеет себя, в результате чего Белоус написал заявление об уходе и в итоге завершил профессиональную карьеру, вернулся на Кубань, где в 1999 году выступал в составе любительского клуба «Нефтяник Кубани» из города Горячий Ключ.

## Достижения

### Командные
«Торпедо-Виктория»
- Победитель Второго дивизиона России: 1998